# Chiasmognathus aurantiacus
Chiasmognathus aurantiacus – gatunek błonkówki z rodziny pszczołowatych.

## Zasięg występowania
Bliski Wschód,znany jedynie ze Zjednoczonych Emiratów Arabskich.

## Biologia i ekologia
Żywiciele nie są znani.